# Opherafolia
Opherafolia – piąta płyta studyjna szczecińskiego zespołu Pogodno.
Płyta została utworzona na podstawie autorskiego spektaklu zespołu – Opherafolia. Jego premiera odbyła się na Przeglądzie Piosenki Aktorskiej we Wrocławiu 11 marca 2006.

## Lista utworów
1. „Tafle szkła”, 1:20
2. „Sfinks”, 3:13
3. „Alinka”, 1:38
4. „Międzymordzia”, 1:36
5. „Ekwador lou/Ekwador bosyhaj”, 4:16
6. „Fenomeno”, 2:58
7. „Knieje”, 3:20
8. „Pijak śmierdziuch”, 4:24
9. „Basia”, 3:31
10. „Rym cym cym, czyli lot”, 4:55
11. „Prój skaj/E.T. fon houm”, 4:36
12. „E.T. (slajd ritern)”, 2:42
13. „Wezio song”, 2:42
14. „Finał”, 2:49
15. „Studio Ziew”, 5:03

## Twórcy
Pogodno
- Jarosław Kozłowski, wokal, bębny
- Marcin Macuk, wokal, harmonijka, piano
- Michael Pfeiff, wokal, bas
- Jacek Szymkiewicz, wokal, gitara

Gościnnie
- Marta Malikowska-Szymkiewicz, „Sfinks”, „Ekwador lou/Ekwador bosyhaj”, „Pijak śmierdziuch”, wokal
- Maria Dąbrowska, „Alinka”, „Ekwador lou/Ekwador bosyhaj”, wokal
- Tomasz Duda, „Fenomeno”, saksofon tenorowy
- Marcin Bors, „Knieje”, ebow
- Przemysław Walich, „Pijak śmierdziuch”, wokal
- Antoni Gralak, „Pijak śmierdziuch”, „Basia”, trąbka
- Natalia Jesionowska, „Rym cym cym, czyli lot”, wokal
- Michał Mrozek, „Rym cym cym, czyli lot”, wokal
- Agnieszka Oryńska, „Basia”, wokal

## Single
- Alinka, 2007

## Pozycje na listach
| Lista | Kraj   | Pozycja |
| ----- | ------ | ------- |
| OLiS  | Polska | 25      |